# Torin Thatcher
Torin Herbert Erskine Thatcher (* 15. Januar 1905 in Bombay, Indien; † 4. März 1981 in Thousand Oaks, Kalifornien, USA) war ein britischer Film- und Theaterschauspieler.

## Leben
Torin Thatcher kam aus einer britischen Militärfamilie, da sowohl sein Großvater als auch sein Urgroßvater britische Generäle waren – Letzterer hatte auch unter Robert Clive, 1. Baron Clive gedient. Thatchers Vorname, der aus dem Irischen kommt, bedeutet „Anführer“. Obwohl in Indien geboren, wuchs Thatcher in England auf, wo er von 1913 bis 1922 Absolvent einer Jungenschule in Bedford war. 1940 heiratete er Marguerite Mildred Daniel, die 1951 starb. Sie hatten ein Kind.
Im Juli 1940 wurde Thatcher als Soldat verpflichtet und wurde, nach einer gründlichen Ausbildung zum Kommandanten einer Batterie, in Dover eingesetzt. 1942 wurde er nach Trinidad und Tobago versetzt und im Jahr 1944 nach Ägypten, wo er in Kairo neben seiner Verpflichtung als Soldat auch als Theaterschauspieler tätig war. Als er im Oktober 1945 aus der Armee entlassen wurde, bekleidete Thatcher den Rang eines Lieutenant Colonel. Kurz nach dem Tod seiner ersten Frau Marguerite heiratete er Anna LeBorgne. Sie blieben verheiratet bis zu Thatchers Tod im Jahr 1981. Er starb an Krebs.

## Schauspielkarriere
Nachdem er zunächst kurzzeitig als Lehrer gearbeitet hatte, begann Thatcher sein Schauspielstudium an der bekannten Royal Academy of Dramatic Art in London. Später komplettierte er seine Ausbildung am Maddermarket Theatre in Norwich. Ab Mitte der 1920er Jahre stand Thatcher in England auf verschiedenen Theaterbühnen, darunter in Oxford, Cambridge und London. 1927 bis 1929 war er Mitglied der Old Vic Company, wo er unter anderem als der Geist in Shakespeares Theaterstück Hamlet überzeugte. Ebenfalls 1927 erfolgte im britischen Schwarz-Weiß-Kurzfilm The Merchant of Venice sein Debüt als Filmschauspieler.
Nach Ende des Krieges zog Thatcher in die USA, wo er im September 1948 in New York City sein erstes Engagement am Broadway fand. Edward, My Son wurde bis Mai 1949 insgesamt 260-mal aufgeführt. Ebenfalls erfolgreich war das Theaterstück The Miracle Worker, das von Oktober 1959 bis Juli 1961 zu sehen war, und in dem Thatcher den Ehemann der Schriftstellerin Helen Keller verkörperte. Aufgrund seines markanten Aussehens wurde Thatcher von Hollywood-Produzenten überwiegend als Filmbösewicht engagiert, etwa in Die Lachbombe (1954) und Alle Herrlichkeit auf Erden (1955). In Zeugin der Anklage spielte er 1957 einen schneidigen Staatsanwalt. Bekannt ist vor allem seine Rolle im 1958 produzierten Fantasyfilm Sindbads siebente Reise, in dem er einen dunklen Magier verkörperte. Insgesamt spielte er in rund 140 Produktionen.
Ab 1960 hatte Thatchers Karriere ihren Zenit überschritten, er stand jedoch weiterhin bis Mitte der 1970er Jahre vor der Kamera und auf Theaterbühnen. Danach zog er sich ins Privatleben zurück.

## Filmografie (Auswahl)
- 1937: Tatjana (Knight Without Armour)
- 1937: Jung und unschuldig (Young and Innocent)
- 1939: Der Spion in Schwarz (The Spy in Black)
- 1940: Der Schrecken von Marks Priory (The Case of the Frightened Lady)
- 1940: Major Barbara
- 1942: Saboteure (Saboteur)
- 1946: Das gefangene Herz (The Captive Heart)
- 1946: Geheimnisvolle Erbschaft (Great Expectations)
- 1947: Zigeunerblut (Jassy)
- 1947: Abenteuer in Brasilien (The End of the River)
- 1948: Kleines Herz in Not (The Fallen Idol)
- 1952: Affäre in Trinidad (Affair in Trinidad)
- 1952: Schnee am Kilimandscharo (The Snows of Kilimanjaro)
- 1952: Kampf um den Piratenschatz (Blackbeard the Pirate)
- 1952: Der rote Korsar (The Crimson Pirate)
- 1953: Die Wüstenratten (The Desert Rats)
- 1953: Das Gewand (The Robe)
- 1953: Houdini, der König des Varieté (Houdini)
- 1954: Die Lachbombe (Knock on Wood)
- 1954: Der eiserne Ritter von Falworth (The Black Shield of Falworth)
- 1954: Gewehre für Bengali (Bengal Brigade)
- 1955: Alle Herrlichkeit auf Erden (Love Is a Many-Splendored Thing)
- 1955: Die nackte Geisel (Lady Govina of Goventry)
- 1955: Die schöne Helena (Helen of Troy)
- 1956: Diane – Kurtisane von Frankreich (Diane)
- 1957: Istanbul
- 1957: Weint um die Verdammten (Band of Angels)
- 1957: Zeugin der Anklage (Witness for the Prosecution)
- 1958: Sindbads siebente Reise (Sindbad's 7th Voyage)
- 1958: Von Panzern überrollt (Darby's Rangers)
- 1959: Die Madonna mit den zwei Gesichtern (The Miracle)
- 1961: Die rote Schwadron (The Canadians)
- 1962: Der Herrscher von Cornwall (Jack the Giant Killer)
- 1962: Meuterei auf der Bounty (Mutiny on the Bounty)
- 1963: Sklavenjäger (Drums of Africa)
- 1964: Die Hölle von Borneo (From Hell to Borneo)
- 1965: …die alles begehren (The Sandpiper)
- 1966: Hawaii
- 1967: Raumschiff Enterprise (Star Trek) (TV-Serie, Folge Landru und die Ewigkeit)
- 1967: Der Pirat des Königs (The King's Pirate)
- 1968: Die Geschichte des Dr. Jekyll & Mr. Hyde (The Strange Case of Dr. Jekyll & Mr. Hyde)